# Antilliaans Dagblad
Antilliaans Dagblad — нидерландскоязычная ежедневная утренняя газета, издаваемая на Нидерландских Карибских островах Аруба, Бонайре, Кюрасао и Синт-Мартен. Газета является единственной газетой на нидерландском языке на Кюрасао, кроме Amigoe.